# Foumbouni
Foumbouni – miasto na Komorach; na wyspie Wielki Komor. Według spisu ludności, w 2003 roku liczyło 3386 mieszkańców